# Melanoplus spretus
La langosta de las Montañas Rocosas (Melanoplus spretus) es una especie extinta de langosta que se extendió a través de la mitad occidental de los Estados Unidos y algunas partes occidentales de Canadá hasta finales del siglo XIX. Los avistamientos a menudo colocaron sus enjambres en números mucho más grandes que cualquier otra especie de langosta, con un famoso avistamiento en 1875 que fue denominado como Enjambre de Albert, el cual fue estimado en 198 000 millas cuadradas (510 000 km 2) de tamaño (mayor que el área de California), con un peso estimado de 27,5 millones de toneladas y que fue calculado en 12,5 billones de insectos, la mayor concentración de animales jamás estimada, según el libro Guinness de los récords.
Menos de treinta años después, la especie aparentemente se había extinguido. El último avistamiento registrado de un espécimen vivo fue en 1902 en el sur de Canadá. Debido a que no se esperaba que una criatura tan omnipresente se extinguiera, se recolectaron muy pocas muestras (aunque se han encontrado algunos restos conservados en Grasshopper Glacier, Montana). Una segunda especie de langosta de América del Norte, la langosta de las llanuras altas (Dissosteira longipennis) alcanzó proporciones de peste en la década de 1930 pero ahora es muy rara, dejando a América del Norte como el único continente sin una especie numéricamente importante de langosta, exceptuando a la Antártida.

## Taxonomía
El nombre latino Caloptenus spretus fue informado en 1866 por B. D. Walsh de haber sido dado a esta especie por «el Sr. Uhler, sin describirlo», y agregó que «El nombre "spretus" significa 'despreciado', y aparentemente se refiere a que fueron hasta ahora despreciados o ignorados por los entomólogos». Walsh no proporciona una descripción de la especie, excepto la longitud del ala de la hembra, así como algunos aspectos de la biología, la ecología y el control. En un artículo posterior, C. Thomas afirma ser el autor de este nombre (es decir, Caloptenus spretus). La primera mención del Melanoplus spretus aparece en 1887 en publicaciones de S. H. Scudder. Aunque se pensó que el nombre «langosta de las Montañas Rocosas» se le dio a esta especie después de la recuperación de especímenes encontrados en los glaciares de las Montañas Rocosas en los últimos años, particularmente del glaciar Grasshopper, el nombre se le dio a la especie mientras aún existía, después de que se estableció que el verdadero hábitat y lugar de reproducción de la especie estaba en lo alto de las Montañas Rocosas. Se informa que la especie descendía de las Montañas Rocosas a la pradera en grandes cantidades solo en ciertos años, particularmente en estaciones secas, siguiendo las corrientes de viento hacia el oeste. Los brotes generalmente duraban dos años consecutivos. Aunque durante la epidemia se depositaban una gran cantidad de huevos en la pradera, los individuos que nacían de estos huevos generalmente no prosperaban, una condición que se ha atribuido a la falta de adaptación de esta especie a los hábitats de la pradera.

## Distribución y hábitat
La langosta de las Montañas Rocosas habitaba en las Montañas Rocosas y en la mayoría de las áreas de la pradera, aunque existían a ambos lados de las Montañas Rocosas. Al reproducirse en áreas arenosas y prosperar en condiciones cálidas y secas, a menudo se les garantizaba un buen suministro de alimentos por las plantas de la pradera que concentran azúcares en sus tallos en tiempos de sequía. El movimiento de las langostas probablemente era asistido por una corriente en chorro de bajo nivel que persiste en gran parte del centro de América del Norte.
|                     |
| Ilustración de 1902 |

|                                                 |
| Ilustración de hembras depositando huevos, 1877 |

## Extinción
Las langostas de las Montañas Rocosas causaron daños a las granjas en Maine desde 1743 a 1756 y en Vermont de 1797 a 1798. Las langostas se convirtieron en un problema en el siglo XIX, ya que la agricultura se expandió hacia el oeste en el hábitat favorito de los saltamontes. Brotes de diversa gravedad surgieron en 1828, 1838, 1846 y 1855, afectando áreas en todo el oeste. Las plagas visitaron Minnesota en 1856-1857 y nuevamente en 1865, y Nebraska sufrió repetidas infestaciones entre 1856 y 1874.
Los últimos grandes enjambres de langostas de las Montañas Rocosas fueron entre 1873 y 1877, cuando la langosta causó daños a los cultivos por doscientos millones de dólares en Colorado, Kansas, Minnesota, Misuri, Nebraska y otros estados. Un agricultor informó que las langostas parecían «como una gran nube blanca, como una tormenta de nieve, bloqueando el sol como vapor». Las langostas se comieron no solo la hierba y los cultivos valiosos, sino también cuero, madera, lana de oveja y, en casos extremos, incluso ropa de las espaldas de las personas. A medida que los enjambres empeoraron, los agricultores intentaron controlarlos usando pólvora, incendios (a veces excavados en trincheras para quemar la mayor cantidad posible de langostas), untándolos con «tolvas», un tipo de dispositivo de arado tirado detrás de los caballos que tenían un escudo que arrojó langostas saltando en una sartén con veneno líquido o combustible, incluso chuparlos en artilugios como aspiradoras, pero todos estos fueron en última instancia ineficaces para detener a las hordas. A Charles Valentine Riley, un entomólogo de Misuri, se le ocurrió una receta de langostas sazonadas con sal y pimienta y salteadas en mantequilla. La receta se vendió, pero algunos declararon que «morirían de hambre tan pronto como se comieran esas horribles criaturas». Los agricultores finalmente respondieron con fuerza a la destrucción del enjambre; una ley de 1877 de Nebraska decía que cualquier persona entre dieciséis y sesenta años de edad tenía que trabajar al menos dos días para eliminar las langostas en el momento de la eclosión o enfrentar una multa de diez dólares. Ese mismo año, Misuri ofreció una recompensa de un dólar por bushel por langostas recolectadas en marzo, cincuenta centavos por bushel en abril, veinticinco centavos en mayo y diez centavos en junio. Otros estados de Great Plains hicieron ofertas de recompensas similares. En la década de 1880, los agricultores se habían recuperado lo suficiente de sus problemas de langostas para poder enviar carros de maíz a las víctimas de las inundaciones en Ohio. También cambiaron a cultivos tan resistentes como el trigo de invierno, que maduró a principios del verano, antes de que las langostas pudieran migrar. Estas nuevas prácticas agrícolas redujeron efectivamente la amenaza de langostas y contribuyeron en gran medida a la caída de la especie.
La causa de su extinción es desconocida. Se ha planteado la hipótesis de que el arado y el riego por parte de los colonos en las Grandes Llanuras, particularmente junto al río Misisipi, interrumpieron su ciclo de vida natural en las áreas donde vivían entre enjambres. Por ejemplo, los informes de esta época sugieren que los granjeros mataron más de ciento cincuenta cajas de huevos por pulgada cuadrada al arar, desgarrar o inundar.: 11–12  Sin embargo, parecía que esta especie vivía y se reproducía en la pradera solo temporalmente durante los años de enjambre, con cada generación más pequeña que la anterior y pululando cada vez más lejos de las Montañas Rocosas. La especificidad de su ciclo de vida durante los años sin enjambre y el hábitat natural en las Montañas Rocosas nunca se investigó, por lo que la razón de su desaparición probablemente seguirá siendo incierta.
Debido a que las langostas son una forma de saltamontes que aparece cuando las poblaciones de saltamontes alcanzan altas densidades, se teorizó que el Melanoplus spretus podría no extinguirse, que los individuos en «fase solitaria» de un saltamontes migratorio podrían convertirse en la langosta de las Montañas Rocosas dadas las condiciones ambientales correctas; sin embargo, los experimentos de reproducción con muchas especies de saltamontes en ambientes de alta densidad no lograron reproducir al famoso insecto. El análisis del ADN mitocondrial de especímenes de museos y especies relacionadas sugiere que la langosta de las Montañas Rocosas era una especie distinta y ahora extinta, posiblemente relacionada de manera estrecha con la especie Melanoplus bruneri.
La especie fue declarada formalmente extinta por la UICN en 2014.

## En la literatura
Una descripción ficticia de la devastación creada por las langostas de las Montañas Rocosas en la década de 1870 se puede encontrar en la novela de 1937 On the Banks of Plum Creek, de Laura Ingalls Wilder. Su descripción se basó en incidentes reales en el oeste de Minnesota durante los veranos de 1874 y 1875 cuando las langostas destruyeron la cosecha de trigo de su familia.
Otra representación viva de la depredación de la langosta se puede encontrar en la obra de Ole Edvart Rølvaag Gigantes en la Tierra, basada en parte en sus propias experiencias y las de la familia de su esposa.